# Jan Říha
Jan Říha (né le 11 novembre 1915 à Písek en Autriche-Hongrie, aujourd'hui en République tchèque et mort le 15 décembre 1985 à Prague en Tchécoslovaquie) était un joueur de football tchécoslovaque, qui évoluait au poste d'attaquant.

## Biographie

### Club
Il commence sa carrière entre 1929 et 1937 au SK Písek, avant de rejoindre l'une des plus grandes équipes du pays, le Sparta Prague de 1937 à 1950.

### International
Il évolue en tout pendant 25 matchs et inscrit 9 buts sous les couleurs de l'équipe de Tchécoslovaquie entre 1937 et 1948.
Il participe notamment à la coupe du monde 1938 en France, où son équipe parvient jusqu'en quarts-de-finale.